# 麥氏野鯪
麥氏野鯪，為輻鰭魚綱鯉形目鯉科的其中一個種。分布於亞洲巴基斯坦Dasht河流域的特有種，體長可達25公分。

## 扩展阅读
維基物種上的相關：麥氏野鯪